# Мукеш Кхатрі
Мукеш Кхатрі (англ. Mukesh Khatri; нар. 8 жовтня 1982, Банкхері, штат Мадх'я-Прадеш) — індійський борець греко-римського стилю, бронзовий призер чемпіонату Азії, бронзовий призер чемпіонату Співдружності, учасник Олімпійських ігор.

## Життєпис
Боротьбою почав займатися з 1993 року. У 1996 році став срібним призером чемпіонату світу серед кадетів. У 1999 році здобув бронзову медаль чемпіонату Азії серед юніорів. Наступного року на цих же змаганнях став чемпіоном. У 2001 році став бронзовим призером чемпіонату світу серед юніорів.
Виступає за борцівський клуб «Сонкар» Делі. Тренер — Р. П. Такран (з 1993).

## Спортивні результати на міжнародних змаганнях

### Виступи на Олімпіадах
| Змагання                    | Збірна | Вагова категорія                 | Місце |
| --------------------------- | ------ | -------------------------------- | ----- |
| Літні Олімпійські ігри 2004 | Індія  | греко-римська боротьба, до 55 кг | 21    |

### Виступи на Чемпіонатах світу
| Змагання                        | Збірна | Вагова категорія                 | Місце |
| ------------------------------- | ------ | -------------------------------- | ----- |
| Чемпіонат світу з боротьби 2001 | Індія  | греко-римська боротьба, до 54 кг | 5     |
| Чемпіонат світу з боротьби 2003 | Індія  | греко-римська боротьба, до 55 кг | 18    |
| Чемпіонат світу з боротьби 2006 | Індія  | греко-римська боротьба, до 55 кг | 18    |

### Виступи на Чемпіонатах Азії
| Змагання                       | Збірна | Вагова категорія                 | Місце  |
| ------------------------------ | ------ | -------------------------------- | ------ |
| Чемпіонат Азії з боротьби 2000 | Індія  | греко-римська боротьба, до 54 кг | 4      |
| Чемпіонат Азії з боротьби 2001 | Індія  | греко-римська боротьба, до 54 кг | 5      |
| Чемпіонат Азії з боротьби 2004 | Індія  | греко-римська боротьба, до 55 кг | 7      |
| Чемпіонат Азії з боротьби 2005 | Індія  | греко-римська боротьба, до 55 кг | Бронза |

### Виступи на Азійських іграх
| Змагання           | Збірна | Вагова категорія                 | Місце |
| ------------------ | ------ | -------------------------------- | ----- |
| Азійські ігри 2002 | Індія  | греко-римська боротьба, до 55 кг | 5     |

### Виступи на Чемпіонатах Співдружності
| Змагання                                | Збірна | Вагова категорія                 | Місце  |
| --------------------------------------- | ------ | -------------------------------- | ------ |
| Чемпіонат Співдружності з боротьби 2005 | Індія  | греко-римська боротьба, до 55 кг | Бронза |

### Виступи на інших змаганнях
| Змагання                                                        | Збірна | Вагова категорія                 | Місце  |
| --------------------------------------------------------------- | ------ | -------------------------------- | ------ |
| Міжнародний меморіал Дейва Шульца 2004                          | Індія  | греко-римська боротьба, до 55 кг | Золото |
| Олімпійський кваліфікаційний турнір з боротьби 2004 (Новий Сад) | Індія  | греко-римська боротьба, до 55 кг | 29     |
| Олімпійський кваліфікаційний турнір з боротьби 2004 (Ташкент)   | Індія  | греко-римська боротьба, до 55 кг | 4      |

### Виступи на змаганнях молодших вікових груп
| Змагання                                      | Збірна | Вагова категорія                 | Місце  |
| --------------------------------------------- | ------ | -------------------------------- | ------ |
| Чемпіонат світу з боротьби серед кадетів 1996 | Індія  | греко-римська боротьба, до 43 кг | Срібло |
| Чемпіонат світу з боротьби серед кадетів 1997 | Індія  | греко-римська боротьба, до 45 кг | 6      |
| Чемпіонат світу з боротьби серед юніорів 1996 | Індія  | греко-римська боротьба, до 58 кг | 28     |
| Чемпіонат Азії з боротьби серед юніорів 1999  | Індія  | греко-римська боротьба, до 54 кг | Бронза |
| Чемпіонат світу з боротьби серед юніорів 1999 | Індія  | греко-римська боротьба, до 54 кг | 23     |
| Чемпіонат світу з боротьби серед юніорів 2000 | Індія  | греко-римська боротьба, до 54 кг | 4      |
| Чемпіонат Азії з боротьби серед юніорів 2000  | Індія  | греко-римська боротьба, до 54 кг | Золото |
| Чемпіонат світу з боротьби серед юніорів 2001 | Індія  | греко-римська боротьба, до 54 кг | Бронза |